# Siarnaq (měsíc)
Siarnaq (vyslovováno /ˈsiːɑrnɑːk/ SEE-ar-naak) je malý Saturnův měsíc. Objeven byl na začátlu října 2000 vědeckým týmem, jehož členy jsou Brett J. Gladman, John J. Kavelaars a další. Po svém objevu dostal dočasné označení S/2000 S 3. V srpnu 2003 dostal jméno po obru Siarnaqovi (také známém jako Sedna) z inuitské mytologie. Je největším členem skupiny Saturnových měsíců nazvaných Inuité. Dalším jeho názvem je Saturn XXIX.

## Vzhled měsíce
Předpokládá se, že průměr měsíce Siarnaq je přibližně 40 kilometrů. Podobně jako měsíce Kiviuq a Paaliaq má jeho povrch světle červenou barvu a má podobné infračervené spektrum jako tyto měsíce. To podporuje domněnku jejich společného původu.

## Oběžná dráha

Diagram znázorňující oběžnou dráhu měsíce Siarnaq ve vztahu k ostatním nepravidelným satelitům Saturnu. Excentricitu dráhy představuje žlutá čára vyjadřující vzdálenost od pericentra k apocentru. Skupina Inuitů (modře) a skupina Galů (červeně).

Siarnaq obíhá Saturn po prográdní dráze v průměrné vzdálenosti 17,5 milionů kilometrů. Oběžná doba je 895 dní.